# Wolfgang Karcher
Wolfgang Karcher (* 20. April 1940 in Verden; † 4. Oktober 1999 in Kleinmachnow) war ein deutscher Jurist und Erziehungswissenschaftler und bis 1999 Professor an der Technischen Universität Berlin.

## Leben
Wolfgang Karcher absolvierte zunächst ein Jurastudium und arbeitete im Bereich der Hochschulforschung. 1971 promovierte er über Studenten an privaten Hochschulen in den USA. Mitte der 1970er Jahre wurde er auf einen Lehrstuhl für rechtliche Fragen im Bildungsbereich an der TU Berlin berufen. Dort setzte er sich schon bald mit Fragen internationaler Bildungsforschung, bezogen auf Länder Afrikas, Asiens und Lateinamerikas auseinander. So entstand beispielsweise eine Reihe von Studien zu Aspekten des Bildungssystems in Indonesien.
An der TU Berlin, einer Universität mit einem traditionell hohem Anteil internationaler Studierender, bemühte er sich besonders um die Integration von Studierenden aus so genannten Entwicklungsländern. In vielfältigen Seminaren zu interkulturellen Fragen brachte er deutsche und ausländische Studierende zusammen. Daraus entwickelte sich dann die „Arbeitsstelle Dritte Welt“, an deren Gründung er neben einigen internationalen Absolventen, Nachwuchswissenschaftlern und Kollegen, maßgeblich beteiligt war. Die Arbeitsstelle, die dann später in „Arbeitsstelle globales Lernen und internationale Kooperation“ umbenannt wurde, war in der TU Berlin lange ein Ort internationaler Kooperation, aus dem dann auch Forschungsinitiativen gestartet wurden. Wolfgang Karcher initiierte von hier aus weitreichende Forschungs-, Tagungs- und Publikationsaktivitäten zu der Frage, wie ärmere Bevölkerungsteile im „informellen Sektor“ in Ländern Afrikas, Asiens und Lateinamerikas durch berufliche Bildung unterstützt werden können. Außerdem forschte er über Alternativen zur herkömmlichen Schulbildung, insbesondere in Indonesien. Schließlich initiierte und beteiligte er sich an Studien über die Lage internationaler Studierender in Deutschland, ihre Integration und ihre Reintegration. In diesen Bereichen förderte er dann auch eine ganze Reihe von Dissertationen deutscher und internationaler Nachwuchswissenschaftler. Die Buchreihe „Kritische und selbstkritische Forschungsbeiträge zur Dritten Welt“, die auf seine Initiative gegründet wurde, existiert unter dem Namen „Kinder – Jugend – Lebenswelten. Transnationale und interkulturelle Studien“ bis heute und ist ihm gewidmet.
Innerhalb der TU Berlin engagierte sich Karcher seit 1989 auch für Studierende mit Berufserfahrung, ohne Abitur (§ 11 BerlHG). Zusammen mit seinem Kollegen Hellmuth Walter entwickelte er ein Studienmodell zur Integration berufserfahrener Studierender der Erziehungswissenschaft in die Universität.
Mitte der achtziger Jahre war Wolfgang Karcher eine Reihe von Jahren Vorsitzender der „Kommission Bildungsforschung mit der Dritten Welt“ in der Deutschen Gesellschaft für Erziehungswissenschaft. Mitte der 1990er Jahre entwickelte Karcher an der TU Berlin ein Job-Sharing-Modell und teilte seinen Arbeitsplatz einige Jahre lang mit einem Nachwuchswissenschaftler. Im Ehrenamt engagierte er sich für bezahlbares studentisches Wohnen und arbeitete in diesem Kontext seit 1976 beim Martinswerk Berlin e.V. im Vorstand mit, dessen Vorsitz er dann bis Mitte der neunziger Jahre ausübte. Außerdem war er aktives Mitglied des World University Service (WUS).

## Publikationen
- Karcher, Wolfgang: The Society for Pesantren and community development P3M. Jakarta 1988.
- Axt, Hans-Jürgen; Karcher, Wolfgang; Schleich, Bernd (Hrsg.): Ausbildungs- oder Beschäftigungskrise in der Dritten Welt? Kontroversen über neue Ansätze in der beruflichen Bildung, Frankfurt/M. 1987.
- Karcher, Wolfgang; Etienne, Anthony. Studieren im Spannungsfeld zweier Kulturen. Indonesische Studierende an deutschen Hochschulen. Eine Bestandsaufnahme. Bad Honnef 1991.
- Ghawami; Kambiz; Luswazi, Peggy; Karcher, Wolfgang; Kriger, Robert; Zimmer, Jürgen (Ed.): Education in transition—and education planning for a post-apartheid-society in South Africa ; report of the Berlin conference 19th–24th November 1991, Veranstalter: Gewerkschaft Erziehung und Wissenschaft (GEW), Institut für Interkulturelle Erziehung der Freien Universitat Berlin, World University Service (WUS). Wiesbaden 1992. Inhalt online bei scans.hebis.de (PDF; 40 kB)
- Karcher, Wolfgang: 50 Jahre Bildungspolitik in Indonesien. In: WESSEL, I. (Hrsg.): Indonesien am Ende des 20.Jahrhunderts. Analysen zu 50 Jahren Unabhängiger Entwicklung. Deutsche in Indonesien. Hamburg 1996, S. 55–63.
- Karcher, Wolfgang u. a. (Hrsg.):  Zwischen Ökonomie und sozialer Arbeit. Lernen im informellen Sektor in der "dritten Welt", Frankfurt am Main 1997.
- Karcher, Wolfgang; Overwien, Bernd: Bedeutung von Schlüsselkompetenzen im städtischen informellen Sektor und Bedingungen für deren Erwerb. In: Overwien, Bernd; Lohrenscheit, Claudia; Specht, Gunnar: Arbeiten und Lernen in der Marginalität. Pädagogische Ansätze im Spannungsfeld zwischen Kompetenzerwerb und Überlebenssicherung im informellen Sektor. Frankfurt/Main, 1999.
- Overwien, Bernd: Wolfgang Karcher und die Bildungsforschung mit der „Dritten Welt“ – eine Einleitung. In: Overwien 2000, S. 17–30.  bei uni-kassel.de (PDF; 73 kB)
- Karcher, Wolfgang: Studienvorbereitung und Reintegration. In: Overwien 2000, S. 522–533.
- Overwien, Bernd: Lernen und Erfahrung – internationale Bezüge der Debatte um ein Studium ohne Abitur mit Berufserfahrung – Beispiele aus Berlin. In: Overwien 2000, S. 538–550.  bei uni-kassel.de (PDF; 80 kB)
- Overwien, Bernd (Hrsg.): Lernen und Handeln im globalen Kontext. Beiträge zu Theorie und Praxis internationaler Erziehungswissenschaft. Zur Erinnerung an Wolfgang Karcher, Frankfurt/Main 2000. Inhalt, "Inhalt".